# Simfonia núm. 5 (Langgaard)
La  Simfonia núm. 5 va ser composta per Rued Langgaard i existeix en dues versions, la BVN 191 (escrita el 1917–1918, revisada el 1919–1920 i el 1926) i la BVN 216, revisada el 1931, i anomenada Steppenatur ("Sommersagnsdrama") (Paisatge de l'Estepa, Drama llegendari d'estiu). Té una durada aproximada de 15 i 18 minuts, respectivament. La versió final va ser estrenada per l'Orquestra Simfònica de la Ràdio Nacional Danesa el 1937, dirigida per Launy Grøndahl.

## Origen i context
L'origen es troba en l'obra orquestral Sommersagnsdrama, composta entre 1917 i 1918, que va ser estrenada durant el Festival de Música Nòrdica de Copenhaguen el 16 de juny de 1919 sota la direcció de Frederik Schnedler-Petersen. Posteriorment, l'any 1941, aquesta peça va ser revisada i rebatejada com Saga blot (BVN 140). El 1920, Langgaard va crear Symfonisk Festspil (Festival Simfònic, BVN 166), una obra basada en Sommersagnsdrama però amb una nova secció central i un final diferent, a més de ser considerablement més curta. Aquesta composició es va estrenar el 20 d'abril de 1921 al Dansk Koncert-Forening, dirigida pel mateix Langgaard, i l'any següent es va interpretar a Berlín amb la Blüthner Orchestra i a Viena amb la Wiener Symphony Orchestra, en ambdues ocasions sota la batuta del director alemany Hans Seeber-van der Floe.
L'any 1926, Langgaard va escurçar i modificar Sommersagnsdrama, presentant la peça revisada l'11 d'abril de 1927 a Copenhaguen amb el títol de "Simfonia núm. 5". Aquesta versió, que el compositor posteriorment va denominar "versió 1", va ser publicada per Rued Langgaard Udgaven l'any 2002.
Durant l'estiu de 1931, Rued Langgaard decideix crear una nova versió de l'obra i pren Symfonisk Festspil com a esborrany inicial, incorpora alguns fragments breus de la primera versió de la Simfonia núm. 5 i hi afegeix seccions recentment compostes. Els esbossos de les noves parts porten les dates del 8 de juny i del 31 de juliol de 1931, mentre que la transcripció de la partitura es va iniciar el 8 de juny. El manuscrit final es va completar el 5 d’agost de 1931 a Thurø, on Rued i Constance Langgaard van residir durant l’estiu d’aquell any (de l’1 de juliol al 15 d’agost).
Langgaard va titular la seva Cinquena Simfonia Steppenatur (Paisatge de l'Estepa) per raons no del tot clares. Tot i incorporar un motiu de campana russa, l'estepa per a ell evocava exotisme i fantasia, sense cap connotació "russa" a la música. Al contrari, l'obra és profundament nòrdica.